# روفوس هاثاواي
روفوس هاثاواي (بالإنجليزية: Rufus Hathaway)‏ هو رسام أمريكي، ولد في 1770، وتوفي في 13 أكتوبر 1822.